# Клифърд: Голямата звезда
„Клифърд: Голямата звезда“ (на английски: Clifford's Really Big Movie) е американски анимационен филм от 2004 година, базиран на анимационния сериал „Клифърд, голямото червено куче“ от PBS Kids, която е адаптация от серията книги с едноименния герой от Норман Бридуел (1928–2014). Този филм е режисиран от Робърт Рамирес, продуциран от Scholastic Entertainment и Big Red Dog Productions и първоначално е пуснат по кината от Warner Bros. на 20 февруари 2004 г.
Филмът изобразява огромен червен лабрадор ретривър на име Клифърд (Джон Ритър), който избягва и се присъединява към шоуто за пътуващи животни, известно като „Удивителните животни на Лари“, с най-добрите си приятели. Лари Габлегобъл (Джъдж Рейнхолд), водещ на животинско шоу, не позволява животни със собственици, затова те се преструват, че техните етикети за кучета са фалшиви. Действието се развива на измисления остров „Остров Бърджуел“, който е вдъхновен от Норман Бридюъл, автор на книгите.

## „Клифърд: Голямата звезда“ В България
В България филмът е излъчен на 3 май 2009 г. по НТВ с български дублаж на Арс Диджитал Студио. Екипът се състои от:
| Преводач            | Боби Стефанов                                                               |
| Тонрежисьор         | Михаил Михайлов                                                             |
| Режисьор на дублажа | Ралица Ботева                                                               |
| Озвучаващи артисти  | Силвия Русинова Лина Златева Васил Бинев Светозар Кокаланов Пламен Манасиев |